# Парагвайская академия испанского языка
Парагвайская академия испанского языка (исп. Academia Paraguaya de la Lengua Española) — общественная организация, объединяющая учёных, писателей и деятелей культуры, являющихся экспертами в сфере функционирования и развития испанского языка в Парагвае. Основана в Асунсьоне 30 июня 1927 года. Задачей Академии было провозглашено «поощрять и стимулировать выращивание художественной литературы и культуры испанского языка в Парагвае».
В состав Академии на протяжении её истории входили многие выдающиеся учёные, писатели и поэты Парагвая, в том числе Гуго Родригес Алькала, Бартоломеу Мелья, Рамиро Родригес, Хосе Руфинелли, Карлос Вийагра Марсаль, Роке Гаона и другие.
Президентом (генеральным секретарём Управляющего совета Академии) с 2014 года является поэтесса и новеллист Рене Феррер де Арейяга.
Академия входит в Ассоциацию академий испанского языка.